# 耳朵山
耳朵山（芬蘭語：Korvatunturi）是一座位於芬蘭拉普蘭區烏爾霍·吉科寧國家公園的山。
耳朵山位於拉普蘭薩武科斯基以北135（84英里）處的芬蘭-俄羅斯邊境，地勢陡峭，高約486（1,594英尺）。 同時因為處於邊境線上的緣故，造訪該地需要獲得芬蘭邊防衛隊的許可，該許可一次性有效。

## 聖誕老人之家
傳說耳朵山是聖誕老人（芬蘭語：Joulupukki）居住的地方，其來源是芬蘭廣播公司1927年開播的一個叫做《Markus-sedän lastentunti》（和馬庫斯叔叔在一起的兒童時間）。 節目主持人告訴小孩子們：聖誕老人與两万头驯鹿就住在耳朵山上，耳朵山的耳朵形山峰可以聽到他們發脾氣以及他們的願望。
耳朵山聖誕老人的郵編是“99999”。

## 外部連結
- Korvatunturi （页面存档备份，存于）
- Site with photograph